# 泉州市市长列表
下表列出历任泉州市市长：

## 晋江第五行政督察专员公署专员
- 郭良，1949年1月-1950年在任。

## 晋江专员公署专员
- 张连，1955年10月-1956年9月在任。
- 许集美，1956年9月-1958年5月在任。
- 张连，1958年5月-1958年6月兼任。
- 王德秀，1958年6月-1963年5月在任。
- 孟进城，1963年5月-1964年8月在任。
- 张连，1964年8月-1968年9月在任。

## 晋江专区革命委员会主任
- 高占杰，1968年9月-1969年12月在任。
- 洪椰子，1969年12月-1973年3月在任。
- 刘捷生，1973年3月-1977年1月在任。
- 刘茂堂，1977年3月-1978年3月在任。

## 晋江地区行政公署专员
- 陈玉宝，1978年4月-1978年9月在任。
- 陆自奋，1978年9月-1979年11月在任。
- 范秉炫，1979年11月-1982年11月在任。
- 周顺明，1984年2月-1985年12月在任。

## 泉州市人民政府市长
- 陈荣春，福建惠安人，1986年1月-1991年3月在任。
- 林大穆，福建泉州人，1991年3月-1995年3月在任。
- 何立峰，广东普宁人，1995年3月-1998年1月在任。
- 施永康，福建晋江人，1998年1月-2002年6月在任。
- 何团经，福建福清人，2002年6月-2003年2月在任。
- 郑道溪，福建龙海人，2003年8月-2005年7月在任。
- 朱明，福建泉州人，2005年7月-2009年6月在任。
- 李建国，福建安溪人，2009年6月-2011年7月在任。
- 黄少萍，福建泉州人，2011年7月-2013年2月在任。
- 郑新聪，福建仙游人，2013年2月-2015年7月在任。
- 康涛，江苏镇江人，2015年7月-2018年7月在任。
- 王永礼，福建仙游人，2018年7月-2021年7月在任。
- 蔡战胜，陕西渭南人，2021年7月起任职。